# Charbonnières-les-Bains
Charbonnières-les-Bains ist eine französische Gemeinde mit 5272 Einwohnern (Stand 1. Januar 2022) nordwestlich von Lyon in der Métropole de Lyon in der Region Auvergne-Rhône-Alpes.
Der Namenszusatz -les-Bains geht zurück auf den Thermenbetrieb in Charbonnières, der mittlerweile eingestellt wurde. Gemeinsam mit der Nachbargemeinde La Tour-de-Salvagny wird jedoch nach wie vor das Casino betrieben, welches für die gute wirtschaftliche Situation der Gemeinde mitverantwortlich ist. Seit 1978 besteht eine Städtepartnerschaft mit dem bayerischen Kurort Bad Abbach.

## Verkehr
Charbonnières-les-Bains hat einen Bahnhof an der Bahnstrecke Lyon-Saint-Paul–Montbrison.